# Efren Esmilla
Efren Veridiano Esmilla (ur. 18 czerwca 1962 w Nagcarlan) – amerykański duchowny katolicki pochodzenia filipińskiego, biskup pomocniczy Filadelfii od 2024.

## Życiorys
Święcenia kapłańskie otrzymał 15 maja 1993 i został inkardynowany do archidiecezji Filadelfii. Pracował przede wszystkim jako duszpasterz parafialny. W latach 2003–2005 był pracownikiem seminarium w Filadelfii, a od 2005 łączył pracę duszpasterską z kierowaniem apostolatu wiernych pochodzenia filipińskiego.
8 grudnia 2023 papież Franciszek mianował go biskupem pomocniczym diecezji Filadelfii ze stolicą tytularną Ottana. Sakry udzielił mu 7 marca 2024 arcybiskup Nelson Perez.